# Premio Compasso d'oro 1962
Il premio Compasso d'oro 1962 è stata la 7ª edizione della cerimonia di consegna del premio Compasso d'oro, l'ultima sotto organizzazione della Rinascente.

## Giuria
La giuria era composta da:
- Giulio Castelli
- Franco Momigliano
- Augusto Morello
- Bruno Munari
- Battista Pininfarina

## Premiazioni

### Compasso d'oro
| Designer                                                        | Prodotto                                                         | Azienda                   | Immagine |
| --------------------------------------------------------------- | ---------------------------------------------------------------- | ------------------------- | -------- |
| Lodovico Belgiojoso – Enrico Peressutti – Ernesto Nathan Rogers | Spazio, serie mobili metallici                                   | Olivetti Synthesis        |          |
| Ufficio Progetti Rex                                            | Modello 700, cucina a gas,                                       | Industrie Antonio Zanussi |          |
| Ufficio Tecnico Salmioraghi                                     | Modello 5169, livello di alta precisione                         | Filotecnica Salmoiraghi   |          |
| Achille Castiglioni e Pier Giacomo Castiglioni                  | Pitagora, macchina da caffè                                      | La Cimbali Spa            |          |
| Mario Bellini                                                   | Tavolo da pranzo, gioco e studio                                 | Sandro Pedretti e F.llo   |          |
| Sergio Asti                                                     | Vaso portafiori della serie Marco                                | Salviati & C.             |          |
| Marco Zanuso con Richard Sapper                                 | Doney, televisore                                                | Brionvega                 |          |
| Renata Bonfanti                                                 | JL, tessuto per tende                                            | Bonfanti                  |          |
| Gino Valle                                                      | Teleindicatori Alfanumerici per aeroporti e stazioni ferroviarie | Solari & C. Spa           |          |